# کورت تسلهوفر
کورت تسلهوفر (آلمانی: Kurt Zellhofer؛ زادهٔ ۹ مارس ۱۹۵۸) دوچرخه‌سوار اهل اتریش است. وی در بازی‌های المپیک تابستانی ۱۹۸۰ و ۱۹۸۴ شرکت کرده است.